# Félix Miéli Venerando
Félix Miéli Venerando, mest känd som enbart Félix, född 24 december 1937 i São Paulo, död 24 augusti 2012 i São Paulo, var en brasiliansk professionell fotbollsspelare.
Han var Brasiliens målvakt när landet tog hem sitt tredje VM-guld 1970. Félix var en smidig och reaktionssnabb målvakt som dock gjorde ett och annat misstag. Han spelade 39 landskamper för Brasilien. Han spelade fram till 1968 i Portuguesa, då han bytte till Rio-klubben Fluminense. Med Fluminense vann han Rio-mästerskapet fem gånger.